# College ter Beoordeling van Geneesmiddelen
Das College ter Beoordeling van Geneesmiddelen (CBG) (englisch Medicines Evaluation Board (MEB)) ist ein unabhängiges Verwaltungsorgan, das im Auftrag der niederländischen Regierung Wirksamkeit, Risiken und Qualität der Arzneimittel für Mensch und Tier bewertet und überwacht. CBG ist für den niederländischen Markt verantwortlich und an der Zulassung von Arzneimitteln in der Europäischen Union beteiligt.